# Мишанинская
Мишанинская — упразднённая деревня Куростровской волости Холмогорского селения Двинского уезда Архангелогородской губернии Российской империи. В Мишанинской родился Михаил Ломоносов.
Вошла в черту деревни Денисовка, ныне село Ломоносово в Холмогорском районе Архангельской области России.
Находилась на реке  Северная Двина.

## География
Деревня находилась на острове Куростров реки Северная Двина, вблизи деревни Денисовка, в 73 км от Архангельска. Сохранился пруд, вырытый Василием Ломоносовым.

## История
Существовала деревня до середины XVIII века, после присоединена к деревне Денисовка (Денисовская).

## Инфраструктура
На месте, где стояла изба Ломоносовых, построен Историко-мемориальный музей М.В. Ломоносова.